# Reservas marinas de Canarias
Las reservas marinas establecidas en Canarias se denominan así en las aguas exteriores, gestionadas por el Estado español, y "reservas marinas de interés pesquero en las aguas interiores, gestionadas por la comunidad autónoma de Canarias.
Las Reservas marinas o Reservas marinas de interés pesquero son un tipo de áreas marinas protegidas (AMP), consistentes en zonas de protección pesquera, en las que se regulan, zonifican, restringen, monitorean y gestionan los usos y actividades realizadas en su interior, para minimizar y controlar el esfuerzo de pesca en áreas determinadas con un valor potencial pesquero y ecológico, de manera que estas sirvan como zonas protegidas de reproducción y cría de especies de interés pesquero y pueda darse la recuperación de los recursos pesqueros, al tiempo se  preserva la pesca artesanal tradicional de la zona y se fomenta la pesca responsable y sostenible.
Actualmente, hay tres Reservas marinas declaradas en Canarias: la Reserva marina de la isla de La Graciosa y de los islotes del norte de Lanzarote; la Reserva marina de la Punta de La Restinga, Mar de Las Calmas, en la isla de El Hierro; y la Reserva marina de la isla de La Palma.
Además de estas Reservas, el Gobierno de Canarias también ha protegidos otras zonas del litoral, como es el caso de los arrecifes artificiales instalados en la costa oriental de la isla de Lanzarote, uno en la zona de playa de los Pocillos (Tías) y otro en la zona de Caleta larga (Yaiza).

## Efecto Reserva
La propuesta de establecer una Reserva marina en un área o zona determinada, se hace, entre otros factores, por su abundancia y su diversidad biológica.
Cuando se protege una zona de tal manera que en ella no se realice ningún tipo de actividad extractiva (esencialmente, pesca y marisqueo) y no se vea afectada por ningún tipo de contaminación (escapes de motores, contaminaciones acústicas, contaminaciones luminosas, etc.), la flora y la fauna se van regenerando a lo largo del tiempo, hasta que sus poblaciones alcanzan el mayor número de ejemplares que pueda haber en ese sitio. Este proceso de recuperación, con sus beneficios directos e indirectos, se denomina "Efecto Reserva".

## Reservas Marinas de interés pesquero
En Canarias existen tres Reservas marinas, las tres denominadas "de interés pesquero":
- La Reserva marina del entorno de la isla de La Graciosa y de los islotes del norte de Lanzarote (Decreto 62/1995, de 24 de marzo, BOC 51, de 26.4.1995; Orden de 19 de mayo de 1995, BOE núm. 131, de julio de 1995).

- La Reserva marina del entorno de la Punta de La Restinga, Mar de las Calmas, en la isla de El Hierro (Orden de 24 de enero de 1996, BOE núm. 30, de 3 de febrero de 1996; Decreto 30/1996, de 16 de febrero, BOC 31, de 11.3.1996).

- La Reserva marina de la isla de La Palma (Orden Ministerial de 18 de julio de 2001, BOE núm. 185, de 3 de agosto, posteriormente derogada por Orden ARM/2094/2010, de 21 de julio, por la que se regula la reserva marina de la isla de La Palma y se definen su delimitación y usos permitidos).

### Reserva marina de la isla de La Graciosa y de los islotes del norte de Lanzarote

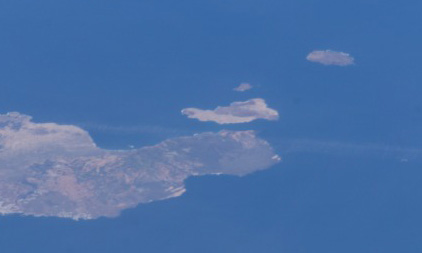
Vista aérea de los islotes del norte de Lanzarote.

Esta Reserva era demandada por los propios pescadores de la zona, pronunciándose favorablemente la Cofradía de Pescadores de la isla de La Graciosa. Como parecía urgente la creación de la reserva, no se esperó a la aprobación del Plan de Ordenación de Recursos Naturales.
Es la de mayor superficie de todas las Reservas marinas españolas, ya que cuenta con 70.000 hectáreas, y tiene forma rectangular. Aproximadamente, el 60% de esta reserva está en aguas interiores, y el 40% restante en aguas exteriores.
Sus fondos tienen menos profundidad que los de las otras dos Reservas marinas de Canarias.
Los islotes del norte de Lanzarote (Montaña Clara, Alegranza, Roque del Este y Roque del Oeste) forman lo que se conoce con el nombre de archipiélago Chinijo; en torno a ellos, existe plataforma, y esto unido a la riqueza de las aguas en nutrientes por la proximidad del up-welling o aflotamiento en la costa noroccidental africana, hacen que esta zona tenga una gran biodiversidad (es rica en especies, especialmente en especies de interés pesquero). Además, la proximidad del aflotamiento, que trae agua profundas a la superficie, hace que la temperatura en esta zona sea sensiblemente más baja que en el resto de las aguas de Canarias, por lo que hay especies de zona templada.
Dentro el área total delimitada para la reserva hay un área circular de reserva integral y en torno a ella una zona de usos restringidos.
En esta Reserva se permite la pesca profesional y recreativa con algunas restricciones, mientras que para la práctica de actividades subacuáticas y las actividades científicas se requiere autorización.

### Reserva marina de la Punta de La Restinga, Mar de las Calmas, en la isla de El Hierro

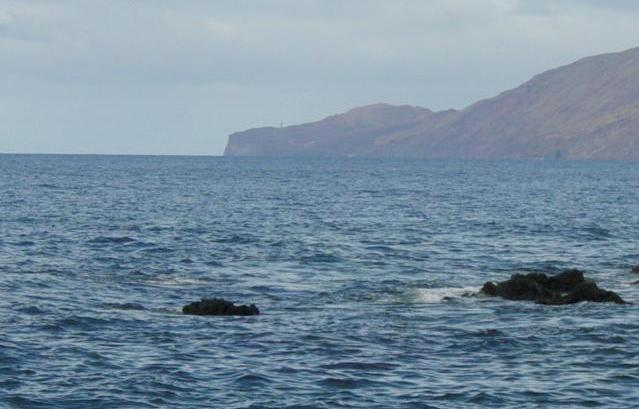
Mar de las Calmas, El Hierro.

En este caso, también fueron los propios pescadores los que demandaron a las autoridades que se protegiera esta zona creando una reserva marina.
El Hierro es la isla más occidental de Canarias y también una de las más oceánicas. Muy cerca de la costa se alcanzan grandes profundidades, por lo que es relativamente frecuente poder observar especies pelágicas migratorias como los atunes.
La localización de la Reserva se determinó por su especial situación geográfica con respecto a las corrientes marinas, por estar al abrigo de los vientos Alisios (dominantes en todo el Archipiélago) y por la variedad y complejidad de los fondos existentes; este espacio, tenía y tiene un gran potencial de especies, cuantitativa y cualitativamente.
En la fecha en que se declaró como Reserva, se encontraba en buen estado de conservación, por lo que era prioritario proteger la zona para garantizar su permanencia futura y su explotación racional.
La Reserva ocupa una franja en la costa suroccidental de la isla de El Hierro, con una superficie de 7,46 kilómetros cuadrados (750 hectáreas), y un perímetro de 21,037 kilómetros. Hay una zona central de reserva integral, a ambos lados existen zonas de usos restringidos, y a los lados, la zona general de Reserva marina.
Está permitida la pesca profesional y la recreativa -de costa, en zona general- si se cumplen una serie de requisitos; las actividades subacuáticas y las científicas están permitidas tramitando previamente la correspondiente autorización; no se restringe el baño apnea ni fondeo

### Reserva marina de la isla de La Palma

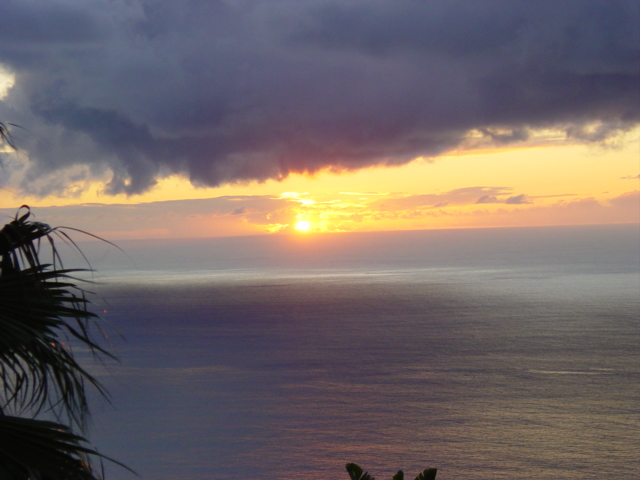
Parte de la reserva desde "Los Quemados" (La Palma).

Por el momento, es la de más reciente creación (2001) y depende exclusivamente del Gobierno central y no del Gobierno de Canarias, como las dos anteriores.
Está situada en la costa suroccidental de la isla, entre la Caleta de los Pájaros y la Punta Gruesa; ocupa una superficie de 3719 hectáreas, y está en su totalidad situada en aguas exteriores. En su parte central tiene una reserva integral, aunque a diferencia de las dos anteriores, no tiene delimitada ninguna zona de usos restringidos.
En la zona ocupada por la Reserva, los fondos alcanzan profundidades de hasta 1000 metros, ya que apenas hay plataforma; los fondos, de naturaleza volcánica como en el resto del archipiélago canario, son abruptos, con numerosas grietas, cuevas y túneles.
En esta Reserva no se permite la pesca de recreo; la pesca profesional sólo puede practicarse bajo determinadas condiciones. El número de inmersiones y el tránsito de embarcaciones está limitado. Las actividades de carácter científico necesitan autorización previa.